# Seznam makedonských králů

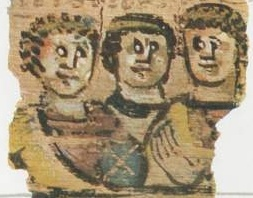
Alexandrijská světová kronika – makedonští králové.

Makedonie byla starověkým královstvím rozkládajícím se na území dnešního řeckého regionu Makedonie a Severní Makedonie. Ve 4. století př. n. l. za vlády Filipa II. se Makedonie stala vedoucí mocností starověkého Řecka. Filipův syn, Alexandr Veliký, dobyl o několik let později perskou říši. Makedonské království samotné však brzy ztratilo přímou kontrolu nad asijskými teritorii, s čímž je zároveň spojen se zánikem první makedonské dynastie.
V rozlišování panovnických rodů v Makedonii se v tomto období stáváme svědky přerodu jedné dynastie v novou, ačkoliv její členové jsou přímými potomky dynastie předcházející. Je to právě z důvodu Alexandrova tažení, které vytvořilo do té doby nevídanou říši, jejímž zakladatelem byl právě Alexandr Makedonský. V rámci Makedonie a Řecka samotného však byl vnímán jako další člen dynastie Argeovské, zatímco v dobytých územích byl považován za panovníka nové dynastie, v současnosti označované Makedonská. Po jeho smrti se však moc jeho dynastie stala víceméně pouze formální a říše se rozpadla na několik států a i v Makedonii samotné byli nahrazeni novou dynastií.
Ta a jí následující si udržely hegemonii v Řecku, zatímco v asijských částech Alexandrovy říše převzaly moc jiné rody založené diadochy. Nad Řeckem si udržely moc až do té doby, než byly poraženy římskou republikou v makedonských válkách v letech 215–148 př. n. l.

## Argeovská dynastie
- 808–778 Karanos
- 778–750 Koinos
- 750–700 Tyrimmas
- 700–678 Perdikkás I.
- 678–640 Argaios I.
- 640–602 Filippos I.
- 602–576 Aeropos I.
- 576–547 Alketás
- 547–498 Amyntás I.
- 498–454 Alexandr I.
- 454–413 Perdikkás II.
- 413–399 Archeláos I.
- 399–396 Orestes
- 399–393 Aeropos II.
- 396–393 Archeláos II.
- 393 Amyntás II.
- 393 Pausanias
- 393 Amyntás III.
- 393–392 Argaios II.
- 392–370 Amyntás III. (znovu dosazen)
- 370–368 Alexandr II.
- 368–359 Perdikkás III.
- 359–356 Amyntás IV.
- 359–336 Filippos II.
- 336–323 Alexandr III. Veliký
- 323–317 Filippos III. Arrhidaios
- 323–310 Alexandr IV. Aigos

## Dynastie Antipatrovců
- 305–297 Kassandros
- 297–296 Filippos IV.
- 296–294 Alexandr V.
- 296–294 Antipatros I.

## Různí vládci
- 294–288 Démétrios I. Poliorkétés
- 288–285 Pyrrhos
- 288–281 Lýsimachos
- 281–279 Ptolemaios Keraunos
- 279 Meleagros
- 279 Antipatros II.
- 279–277 Sósthenés

## Dynastie Antigonovců
- 276–274 Antigonos II. Gonatás
- 274–272 Pyrrhos (znovu dosazen)
- 272–239 Antigonos II. Gonatás (znovu dosazen)
- 239–229 Démétrios II.
- 229–221 Antigonos III. Dósón
- 221–179 Filippos V.
- 179–168 Perseus

Po porážce Persea v bitvě u Pydny v roce 168 př. n. l. bylo makedonské království rozděleno do čtyř republik stojících pod římským protektorátem. V roce 150 př. n. l. muž jménem Andriskos tvrdil, že je synem Persea a prohlásil se za krále Filipa VI., což vedlo ke čtvrté makedonské válce, ve které byl Andriskos Římany poražen a Makedonie se v roce 148 př. n. l. stala římskou provincií.